# Reinhard Keiser
Reinhard Keiser (Teuchern, 9 de gener de 1674 - Hamburg, 12 de setembre de 1739) va ser un compositor d'òpera popular alemanya resident a Hamburg. Va escriure més d'un centenar d'òperes. El 1745, el crític musical Johann Adolf Scheibe el considera igual a Johann Kuhnau, Georg Friedrich Händel i Georg Philipp Telemann (també relacionat amb l'Òpera d'Hamburg), però el seu treball va ser oblidat durant molts decennis.

## Biografia
Va néixer a Teuchern (actualment Saxònia-Anhalt (Alemanya), fill de l'organista i mestre Gottfried Keiser (nascut al voltant de 1650), i educat per altres organistes a la ciutat i després dels onze anys a la Thomasschule de Leipzig, entre els professors del qual figuraven Johann Schelle i Johann Kuhnau, antecessors directes de Johann Sebastian Bach.
El 1694, va obtenir el càrrec de compositor de la cort del duc de Brunswick-Wolfenbüttel, on Keiser va presentar la seva primera òpera, Procris und Cephalus. El mateix any, la seva òpera Basilius in Arkadien es va representar Hamburg, que segons va assenyalar el musicòleg Johann Mattheson, "es va rebre amb gran èxit i aplaudiments". Aquest va ser un període fructífer per a ell, perquè no només va compondre òperes, sinó també àries, duets, cantates, serenates i grans oratoris.
Prop de 1697 es va instal·lar novament a Hamburg, i es va convertir en el principal compositor en el famós Gaensemarktoper (ara reconstruïda com l'Òpera d'Hamburg) de 1697 a 1717; no obstant això, en realitat va ser primer el director el 1702, i no ho va ser en diversos moments des de llavors fins al 1717, gairebé cada vegada a causa de les inestabilitats polítiques. Entre 1703 a 1709, Keiser la va convertir d'institució pública en una entitat comercial amb dues o tres representacions per setmana, en contrast amb les cases d'òperes destinades a la noblesa.
A principis de 1704, quan dirigia les òperes Nebukadnezar i Salomon a Hamburg, la temporada va haver de concloure's de manera inesperada, per raons molt probablement relacionades amb els afers governamentals. Va anar a Brunswick, i després a Weissenfels, per tornar a connectar amb àrees en les quals havia estat actiu anteriorment. Va acabar sortint amb una obra mestra, Almira, a Weissenfels, al juliol. Es va quedar allà durant un temps, passant-hi moltes vacances, i finalment va tornar a Hamburg poc després de Pasqua el 1705, per produir un retorn al Nero de Händel, produït el febrer de 1705.
El 1718, amb l'Òpera d'Hamburg desapareguda, Keiser va sortir d'Hamburg a buscar una altra feina, anant a Turíngia i després a Stuttgart. D'aquest període sobreviuen manuscrits de sonates en trio per a flauta, violí i sota continu. Durant l'estiu de 1721, va tornar a Hamburg, però només unes quantes setmanes més tard surt amb l'elenc de l'Òpera d'Hamburg amb rumb a Copenhaguen. Entre 1721 i 1727, Keiser va viatjar una vegada i una altra entre Hamburg i Copenhaguen, rebent el títol de mestre de la Capella Real de Dinamarca.
Després de la dissolució de l'elenc de l'òpera a Dinamarca, Keiser va tornar una vegada més a Hamburg, però els canvis en el seu modus operandi li van fer difícil repetir el seu èxit passat. Han sobreviscut tres òperes del període comprès entre 1722 i 1734. Van continuar sent bones les relacions personals amb Telemann, que va programar l'escenificació d'algunes de les òperes de Keiser.
A partir de 1728 resideix definitivament a Hamburg, on va escriure música per a l'església fins a la seva mort el 1739.

## Obres (selecció)
Òperes
La primera representació és a Hamburg llevat que s'anoti el contrari.
- Der Königliche Schäfer oder Basilius in Arkadien, in einer Opera auf dem Hamburgischen Schau-Platze vorgestellet (1694)
- Procris und Cephalus (1694 Braunschweig)
- Der geliebte Adonis (1697)[3]
- Der bei dem allgemeinen Welt-Frieden von dem Großen Augustus geschlossene Tempel des Janus (1698)
- Die wunderbar errettete Iphigenia (1699)
- Die Verbindung des großen Herkules mit der schönen Hebe (1699)
- La forza della virtù oder Die Macht der Tugend (1700)
- Störtebeker und Jödge Michels (2 parts, 1701; només en queda el llibret)
- Die sterbende Eurydice oder Orpheus (2 parts, 1702)
- Pomona (1702)
- Die verdammte Staat-Sucht, oder Der verführte Claudius (1703)[4]
- Salomon (produït durant la temporada d'òpera 1703/04)[4]
- Almira (Weissenfels, JulIOL 1704)[4]
- Der gestürzte und wieder erhöhte Nebukadnezar, König zu Babylon (1704)[4]
- Die römische Unruhe oder Die edelmütige Octavia (1705)[5]
- Die kleinmütige Selbst-Mörderin Lucretia oder Die Staats-Torheit des Brutus (1705)
- Die neapolitanische Fischer-Empörung oder Masaniello furioso (1706)
- Der angenehme Betrug oder Der Carneval von Venedig (1707)
- La forza dell'amore oder Die von Paris entführte Helena (1709)
- Desiderius, König der Langobarden (1709)
- Der durch den Fall des großen Pompejus erhöhete Julius Caesar (1710)
- Der hochmütige, gestürzte und wieder erhabene Croesus (1710, nova versió 1730)
- L'inganno fedele oder Der getreue Betrug (1714)
- Fredegunda (1715)[6]
- L'Amore verso la patria oder Der sterbende Cato (1715)
- Das zerstörte Troja oder Der durch den Tod Helenens versöhnte Achilles (1716)
- Die großmütige Tomyris (1717)
- Jobates und Bellerophon (1717)
- Ulysses (1722 Copenhague)
- Bretislaus oder Die siegende Beständigkeit (1725)
- Der lächerliche Prinz Jodelet (1726), inclosa en la Història de la Música de Friedrich Zelle el 1892.
- Lucius Verus oder Die siegende Treue (1728)

Musica instrumental
- 2 triosonates
- Concert per a flauta

Oratoris
- Der blutige und sterbende Jesus, Hamburg (1704), sobre paraules de Christian Friedrich Hunold (pseudonim, Menantes)
- Thränen unter dem Kreutze Jesu, Hamburg (1711)
- Brockes Passion, Hamburg (1712) MS in Berlin.[7][8][9]
- Lukas-Passion Wir gingen all in der Irre, Hamburg (1715)
- Seelige / Erlösungs-Gedancken / Aus dem / Oratorio / Der / Zum Tode verurtheilte und gecreutzigte / Jesus... von / Reinhard Keisern,...Hamburg, a costa de l'autor, i es pot trobar a Seel. La vídua de Benjamin Schiller a Thum / Anno 1715. Hamburg (1715)[10] - Revisió de Thränen unter dem Kreutze Jesu
- Der siegende David. Hamburg (1717) MS in Berlin
- Oratorium Passionale 1729: Der blutige und sterbende Jesus, Hamburg (1729), sobre paraules de Christian Friedrich Hunold

Espurós/dubtós
- Der für die Sünde der Welt gemarterte und sterbende Jesus (1712)
- Markus-Passion Jesus Christus ist um unsrer Missetat willen verwundet, (Mark Passion Jesucrist és ferit a causa de les nostres malifetes) Hamburg 1705[11] – també atribuït a Bruhns,[12] i al pare de Reinhard, Gottfried.[13]